# Nati nel 1429
| Questa pagina contiene informazioni ricavate automaticamente dalle voci biografiche con l'ausilio del template Bio e di un bot. L'aggiornamento è periodico e automatico e ricostruisce completamente la pagina. Se manca una persona in questa lista, sei pregato di non aggiungerla, ma accertati piuttosto che la sua voce biografica contenga il template Bio e che i dati anagrafici siano correttamente compilati. Se il template Bio manca, inseriscilo tu stesso o, in alternativa, metti l'avviso {{tmp\|Bio}} che ne segnala la mancanza. Se i dati riportati sono sbagliati, correggi direttamente la voce biografica; le modifiche saranno visibili in questa lista entro pochi giorni. Per chiarimenti vedi il progetto biografie. La lista contiene solo le 19 persone che sono citate nell'enciclopedia e per le quali è stato implementato correttamente il template Bio. Pagina aggiornata al 19 nov 2024. |

- 30 gennaio - Allegretto Allegretti, storico e politico italiano († 1497)
- 30 gennaio - Humphrey FitzAlan, XV conte di Arundel, nobile inglese († 1438)
- 27 febbraio - Giovanni Antonio Campano, umanista e vescovo cattolico italiano († 1477)
- 15 marzo - Donato Acciaiuoli, scrittore e politico italiano († 1478)
- 7 maggio - Giovanni Pontano, umanista e politico italiano († 1503)
- 3 agosto - Amedea Paleologa, nobile († 1440)
- 20 dicembre - Antonio di Marsciano, nobile e condottiero italiano († 1484)
- Lazzaro Bastiani, pittore italiano († 1512)
- Gentile Bellini, pittore e medaglista italiano († 1507)
- Gonzalo Chacón, politico e storico spagnolo († 1507)
- Ambrogio Contarini, ambasciatore e esploratore italiano († 1499)
- George Douglas, IV conte di Angus, nobile scozzese († 1462)
- Mino da Fiesole, scultore italiano († 1484)
- Pietro V d'Aragona († 1466)
- Ludovico Podocataro, cardinale e arcivescovo cattolico cipriota († 1504)
- Bertrando de' Rossi, nobile italiano († 1502)
- Tristano Sforza, condottiero italiano († 1477)
- Lorenzo Zane, patriarca cattolico italiano († 1485)
- Çandarlı İbrahim Pascià II, politico ottomano († 1499)